# Kihachi Okamoto
Kihachi Okamoto (岡本喜八 Okamoto Kihachi; * 17. Februar 1923 in Yonago; † 19. Februar 2005 in Kawasaki) war ein japanischer Filmregisseur, Drehbuchautor und Filmproduzent.
Okamoto studierte an der Meiji-Universität und eröffnete eine Filmfirma. Er war in verschiedenen Genres zu Hause, vor allem im Anti-Kriegs- und Samuraifilm und der modernen Komödie.
Sein international bekanntester Film Samurai mit Toshirō Mifune in der Hauptrolle entstand 1965. Er setzt im 19. Jahrhundert an und erzählt die Geschichte einer Gruppe von politischen Agitatoren, die die Ermordung eines wichtigen Regierungsmitglieds planen. Ein weiterer wichtiger Film ist die Romanverfilmung Dai-bosatsu tôge (Sword of Doom) von 1966.
Aus seinen Antikriegsfilmen stechen besonders Nikudan (1968) und Nihon no ichiban nagai hi (Der längste Tag von Japan) hervor. „Der längste Tag“ erzählt die Geschichte des 15. August 1945, des Tages, an dem in Japan öffentlich verkündet wurde, dass der Zweite Weltkrieg verloren sei.
Für seinen Film Daiyukai (1991), eine moderne Komödie, wurde Okamoto 1992 mit dem Preis der japanischen Akademie ausgezeichnet.
Kihachi Okamoto starb am 19. Februar 2005 im Alter von 82 Jahren an Speiseröhrenkrebs.
Die Berlinale ehrte den Regisseur im Jahr 2007 mit einer neun Filme umfassenden Hommage.

## Filmografie
| als Regisseur - Sukedachi-ya Sukeroku (2001), aka Vengeance for Sale - East Meets West (1995) - Daiyukai (1991), aka Rainbow Kids - Jazz Daimyo (1986), aka Dixieland Daimyo - Chikagoro naze ka Charusuton (1981), aka At This Late Date, the Charleston (USA) - Eireitachi no oenka: saigo no sôkeisen (1979), aka The Last Game (International: English title) - Dainamaito dondon (1978), aka Dynamite Bang Bang (informal literal English title) - Buru Kurisumasu (1978), aka Blue Christmas (International: English title) - Sugata Sanshiro (1977), aka Sanshiro Sugata (USA: informal English title) - Tokkan (1975), aka Battle Cry, aka Go for Broke - Aoba shigereru (1974) - Nippon sanjûshi: Hakata obi shime ippon dokko no maki (1973) - Nippon sanjûshi: Osaraba Tokyo no maki (1972) - Gekido no showashi: Okinawa kessen (1971), aka Okinawa kessen, aka The Battle of Okinawa - Zatôichi to Yôjinbô (1970), aka Zatôichi 20 (Japan: informal title), aka Zatoichi Meets Yojimbo (USA), aka Zatoichi vs. Yojimbo - Akage (1969), aka Red Hair (literal English title), aka Red Lion - Nikudan (1968), aka The Human Bullet - Kiru (1968), aka Kill! (USA) - Nihon no ichiban nagai hi (1967), aka Japan’s Longest Day (USA: reissue title), aka The Emperor and the General, aka The Longest Day of Japan - Satsujin kyo jidai (1967), aka Epoch of Murder Madness (International: English title), aka The Age of Assassins - Dai-bosatsu tōge (1966), aka The Sword of Doom (USA) - Chi to suna (1965), aka Fort Graveyard - Samurai (1965/I), aka Samurai Assassin - Aa bakudan (1964) - Eburi manshi no yûga-na seikatsu (1963), aka The Elegant Life of Mr. Everyman (International: English title) - Sengoku yaro (1963), aka Warring Clans - Gekkyû dorobo (1962) - Dobunezumi sakusen (1962), aka Operation Sewer Rats, aka Operation X - Jigoku no kyôen (1961), aka Procurer of Hell (International: English title) - Kaoyaku akatsukini shisu (1961), aka Big Shots Die at Dawn (USA) - Ankokugai no dankon (1961), aka Blueprint of Murder (International: English title) - Dokuritsu gurentai nishi-e (1960), aka Westward Desperado - Daigaku no sanzôkutachi (1960) - Ankokugai no taiketsu (1960), aka The Last Gunfight (USA) - Dokuritsu gurentai (1959), aka Desperado Outpost, aka Independent Gangsters (literal title) - Aruhi watashi wa (1959), aka One Day I… (literal English title) - Ankokugai no kaoyaku (1959), aka Boss of the Underworld, aka The Big Boss - Wakai musumetachi (1958), aka Young Daughters (literal English title) - Kekkon no subete (1958), aka All About Marriage | als Drehbuchautor - Sukedachi-ya Sukeroku (2001), aka Vengeance for Sale - East Meets West (1995) - Daiyukai (1991), aka Rainbow Kids - Jazz Daimyo (1986), aka Dixieland Daimyo - Chikagoro naze ka Charusuton (1981), aka At This Late Date, the Charleston (USA) - Eireitachi no oenka: saigo no sôkeisen (1979), aka The Last Game (International: English title) - Sugata Sanshiro (1977), aka Sanshiro Sugata (USA: informal English title) - Tokkan (1975), aka Battle Cry, aka Go for Broke - Aoba shigereru (1974) - Nippon sanjûshi: Hakata obi shime ippon dokko no maki (1973) - Nippon sanjûshi: Osaraba Tokyo no maki (1972) - Zatôichi to Yôjinbô (1970), aka Zatôichi 20 (Japan: informal title), aka Zatoichi Meets Yojimbo (USA), aka Zatoichi vs. Yojimbo - Akage (1969), aka Red Hair (literal English title), aka Red Lion - Nikudan (1968), aka The Human Bullet - Kiru (1968), aka Kill! (USA) - Satsujin kyo jidai (1967), aka Epoch of Murder Madness (International: English title), aka The Age of Assassins - Hyappatsu hyakuchu (1965), aka 100 Shot, 100 Killed (literal English title), aka Ironfinger (International: English title) - Chi to suna (1965), aka Fort Graveyard - Aa bakudan (1964) - Sengoku yaro (1963), aka Warring Clans - Dobunezumi sakusen (1962), aka Operation Sewer Rats, aka Operation X - Daigaku no sanzôkutachi (1960) - Dokuritsu gurentai (1959), aka Desperado Outpost, aka Independent Gangsters (literal title) als Produzent - Varth: Operation Thunderstorm (1992) - Chikagoro naze ka Charusuton (1981), aka At This Late Date, the Charleston (USA) - Kagaku ninja tai Gatchaman: Gekijô-ban (1978) |